# Hobbyking
 (mars 2013).
Pour les articles homonymes, voir Hobbyking.
Hobbyking est un site de vente (contrôlé par Hextronik.Ltd) de modélisme sur internet basé à Hong Kong, il distribue principalement des produits dédiés à l'aéromodélisme et au modélisme. Elle fut fondée en 2001 à Hong Kong par Anthony Hand. Cette entreprise s'est fait connaitre par l'introduction de matériel à bas coût sur un marché réservé à une élite mais aussi grâce à un large choix de produits.
Aujourd'hui Hobbyking fait partie des acteurs majeurs du monde du modélisme, en particulier chez les débutants et jeunes. L'enseigne est aussi propriétaire des marques OrangeRX, Turnigy et Durafly.
La société s'est ouverte progressivement à des marchés locaux grâce à l'ouverture d’entrepôts régionaux, aujourd'hui elle se compose d'un siège basé à Hong Kong et de sept entrepôts en Allemagne, Australie, Brésil, États-Unis, Pays-Bas, Royaume-Uni et Hong Kong.

## Historique

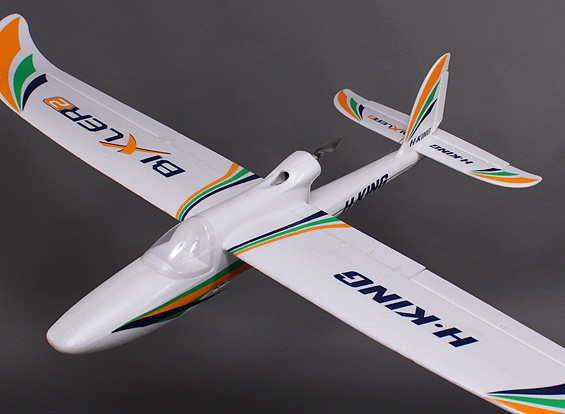
Le célèbre Bixler 2.0 de Hobbyking

| 2001           | Création de la société à Hong Kong.                                                                                               |
| Avril 2009     | Ouverture d'un entrepôt (DE) en Allemagne, il est ouvert à tous les pays de la CEE et certains pays de l'est.                     |
| Septembre 2010 | Ouverture des entrepôts (US et AU) aux États-Unis et en Australie (Uniquement disponibles aux clients Américains et Australiens). |
| Juillet 2012   | Ouverture d'un entrepôt (GB) au Royaume-Uni, livraison sur toute la CEE (initialement le Royaume Uni et l'Irlande)                |
| Novembre 2012  | Ouverture d'un entrepôt (NL) aux Pays-Bas.                                                                                        |
| Décembre 2012  | Ouverture d'un entrepôt (BR) au Brésil (Uniquement disponible aux clients Brésiliens).                                            |